# 吉普夫-上弗里克

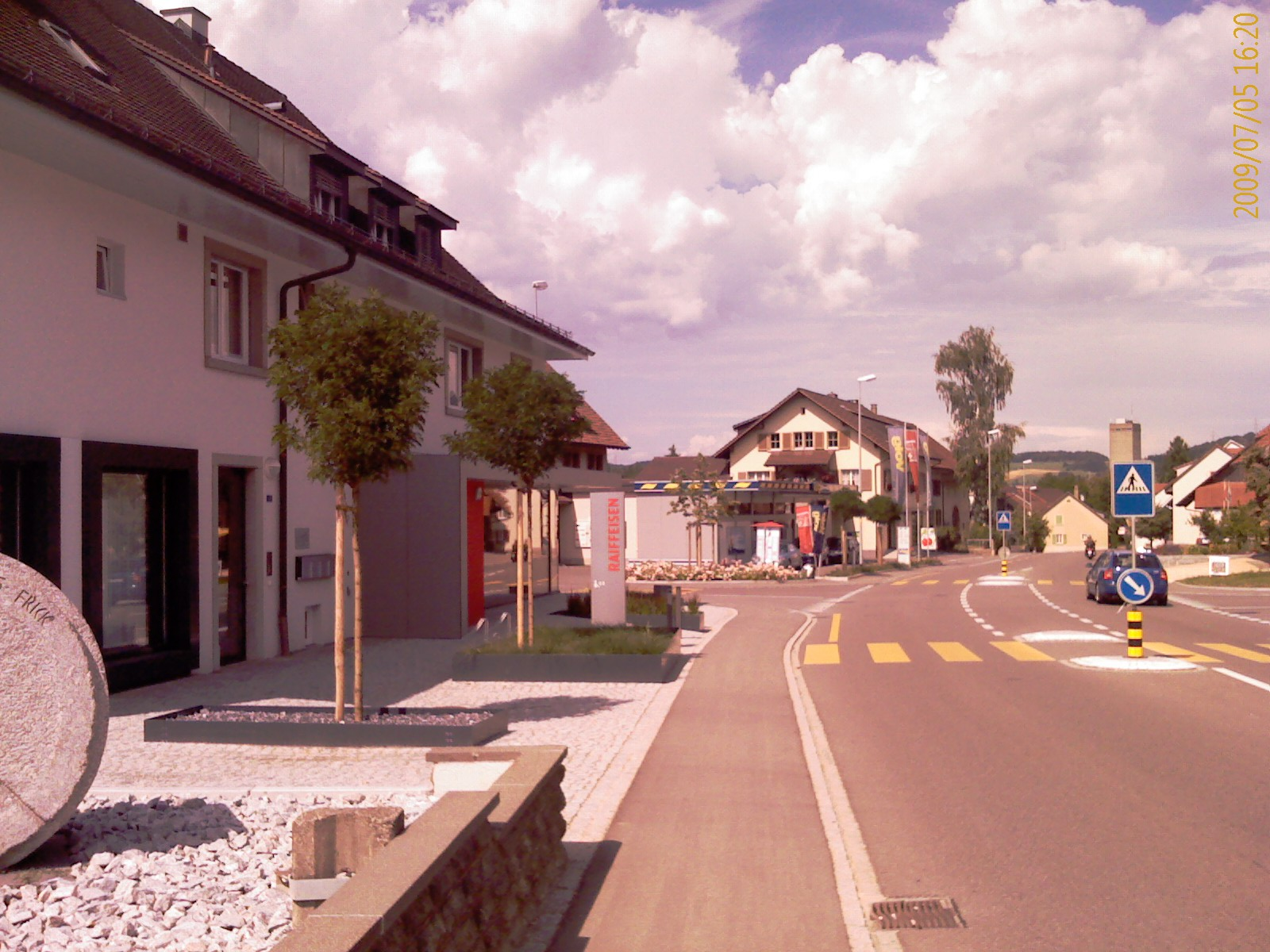

吉普夫-上弗里克是瑞士的城鎮，位於該國北部，由阿爾高州負責管轄，面積10.18平方公里，海拔高度369米，2012年人口3,303，五成半人口信奉羅馬天主教，人口密度每平方公里324人。